# Peter Lanyon
Peter Lanyon (1918-1964) est un peintre de paysages de Cornouailles devenu une des figures majeures de l’Abstraction britannique. Il est aussi connu pour ses sculptures assemblages, ses collages et ses poteries.

## Biographie
Né à St Ives en Cornouailles, Peter Lanyon d'abord reçu les leçons de Borlase Smart. En 1937, il rejoint Euston Road School où il suit les cours de Victor Pasmore.
De 1940 à 1945, il combat dans la Royal Air Force. À partir des années 1950, il devient une des figures marquantes de l’École de St Ives parmi lesquels on retrouve Barbara Hepworth, Ben Nicholson, Terry Frost, Patrick Heron… Il expose au Salon des Réalités Nouvelles en 1947. Sa première exposition personnelle a lieu à Londres en 1950 ; la même année il commence à enseigner. En 1954, il reçoit le Prix de la critique britannique.
À partir de 1957, il est particulièrement intéressé par les peintres américains qu’il rencontre à New York en particulier Motherwell et Rothko.
Conscient de l’impasse dans laquelle se trouve la tradition du paysage britannique, il cherche de nouvelles solutions. Il débute alors la pratique du vol à voile à partir de 1959 pour selon ses mots avoir une connaissance plus approfondie du paysage. Sa pratique artistique se conjugue avec les nombreuses rencontres d’artistes, visites d’atelier qu’il fait aux États-Unis, au Mexique ou en Tchécoslovaquie.
Marié et père de 6 enfants, il meurt dans un accident de planeur le 31 août 1964.